# 清华大学附属中学上地学校
清华大学附属中学上地学校 是海淀区教委所属的一所全日制公办学校，海淀区新优质学校。校园位置是：海淀区中关村北大街2号。
前身为2006年9月1日起在原北京市海淀区商业职业技术学校（原地址为圆明园东路厢白旗甲36号，2006年撤编）校舍办学的上地中学，由上地实验学校承办，2012年6月改由清华附中承办，并更名为清华大学附属中学上地学校。2022年7月，开设高中部。

## 学校基础设施
学校目前占地约15000平方米，建筑面积约18000平方米。
清华附中上地学校校内一共有两栋教学楼、体育馆和食堂，分别名为“清园楼”和“尚贤楼”。
其中，清园楼主要包含报告厅、教室和领导办公室、初中教室、活动教室和初中实验室以及计算机机房和医务室。
尚贤楼主要包含高中教室和部份初中教室，地下室有计算机教室、听力口语考试机房、高中实验室、录课教室以及健身房和停车场。
学校体育馆内连接上贤楼和学校操场，操场为180米跑道和约1/4大小的足球场。学校体育馆一共3层，一层为篮球场和羽毛球场，二层三层为活动教室和体育组办公室。

学校一共有2个室外完整篮球场，5个乒乓球台。食堂楼为两层供教职工使用。进入学校左侧空地为 电动车、自行车地上停车场。

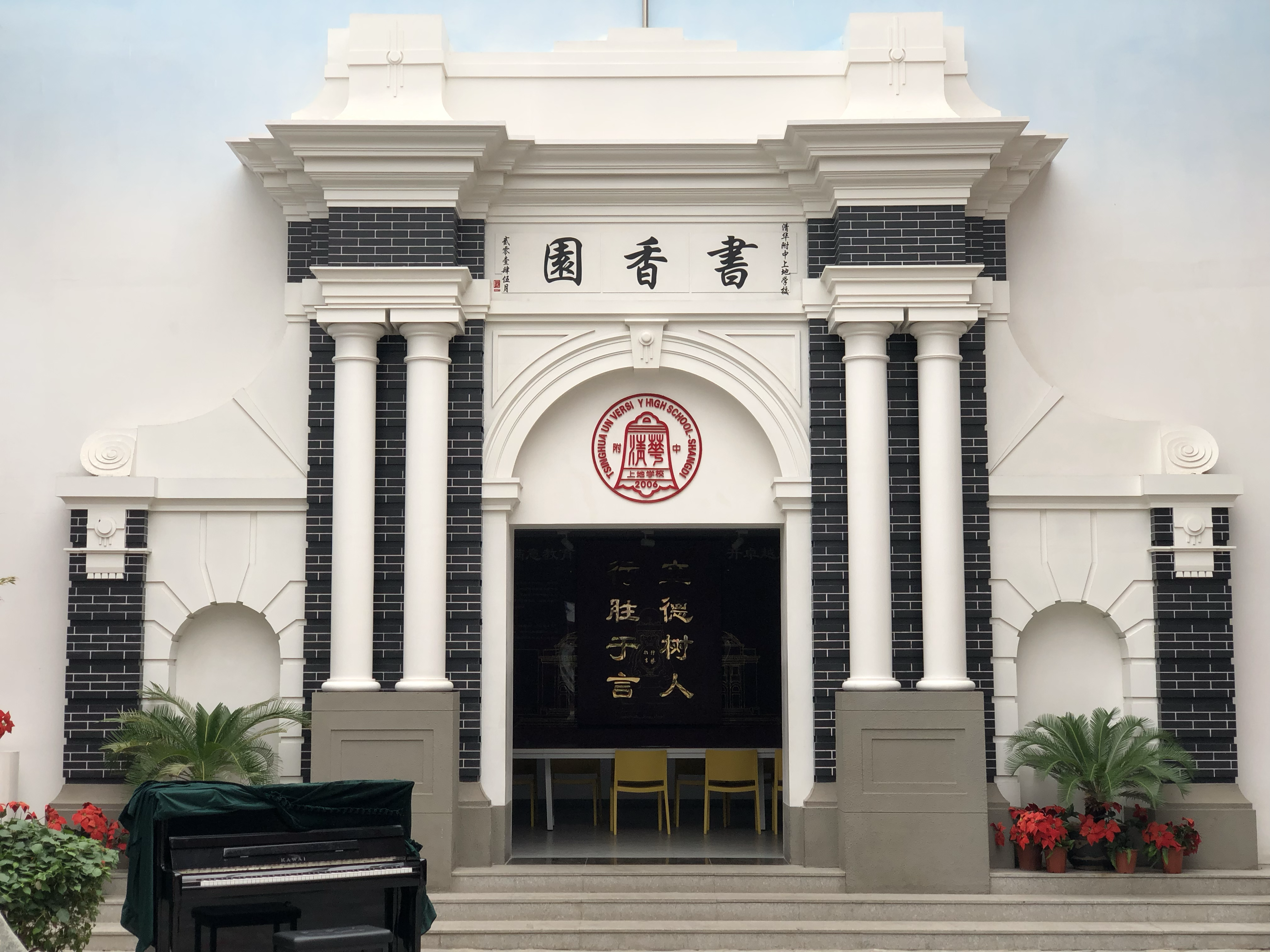
清华附中上地学校-校史馆
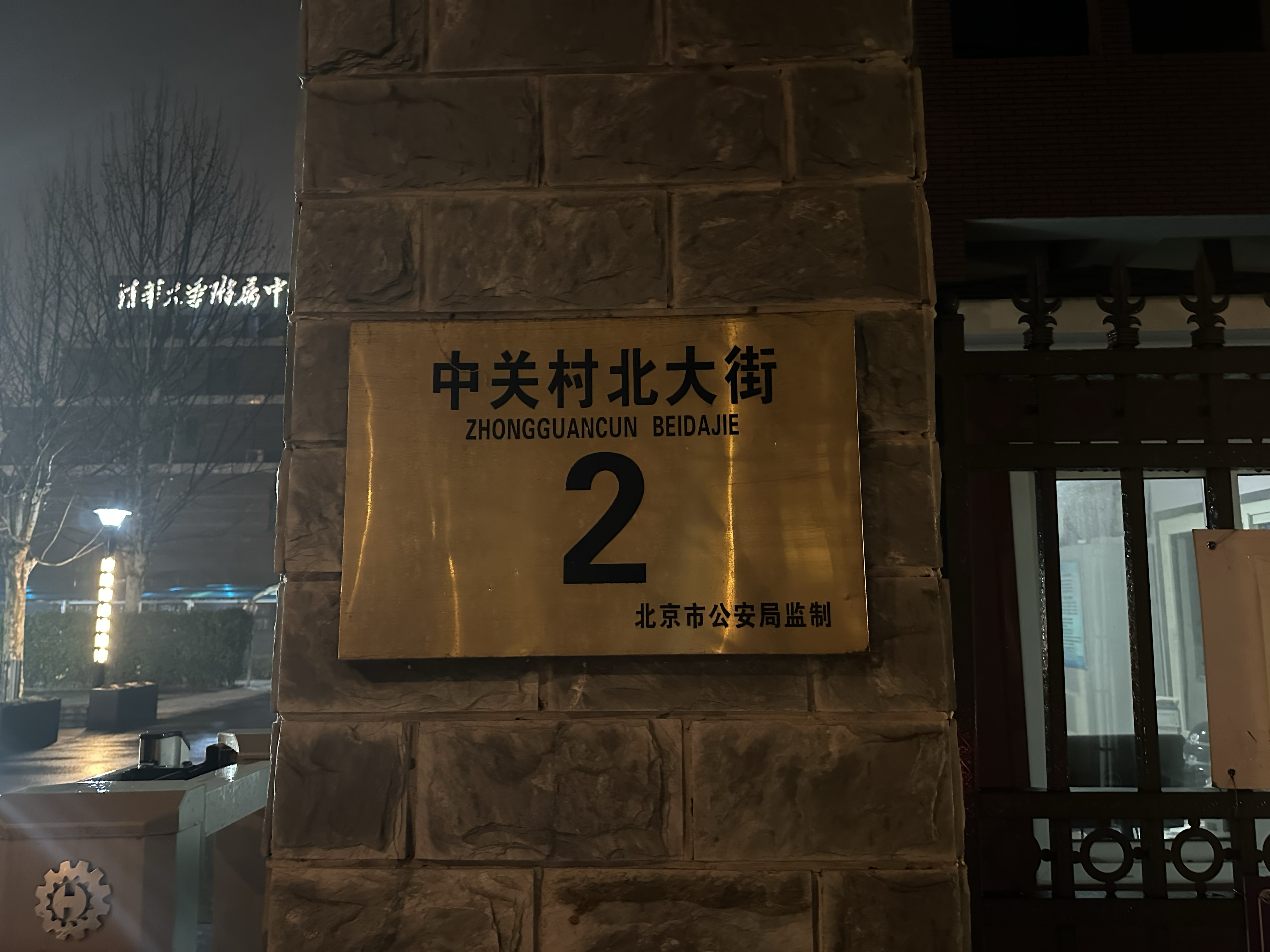
清华附中上地学校-校门牌
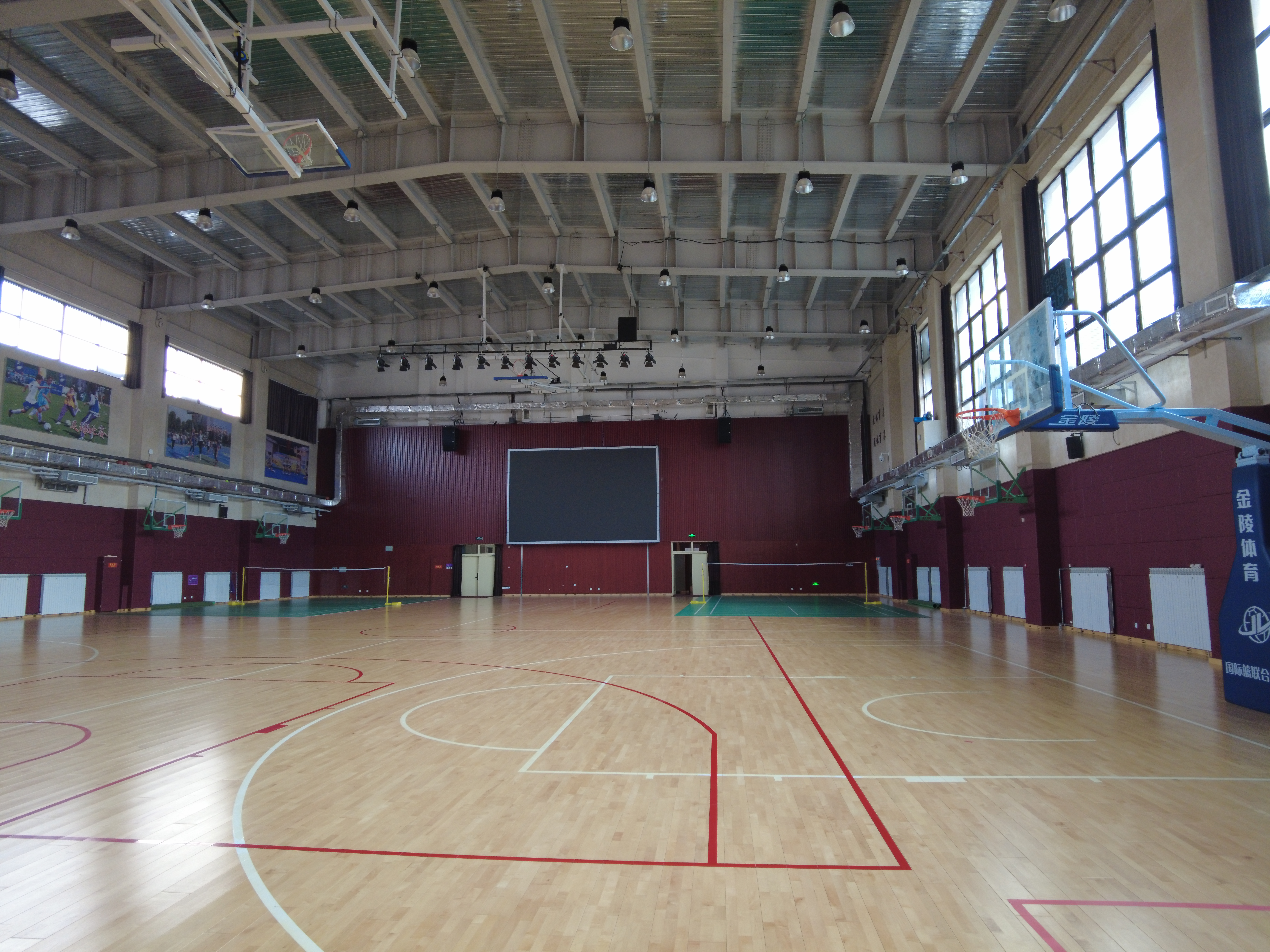
清华附中上地学校-体育馆
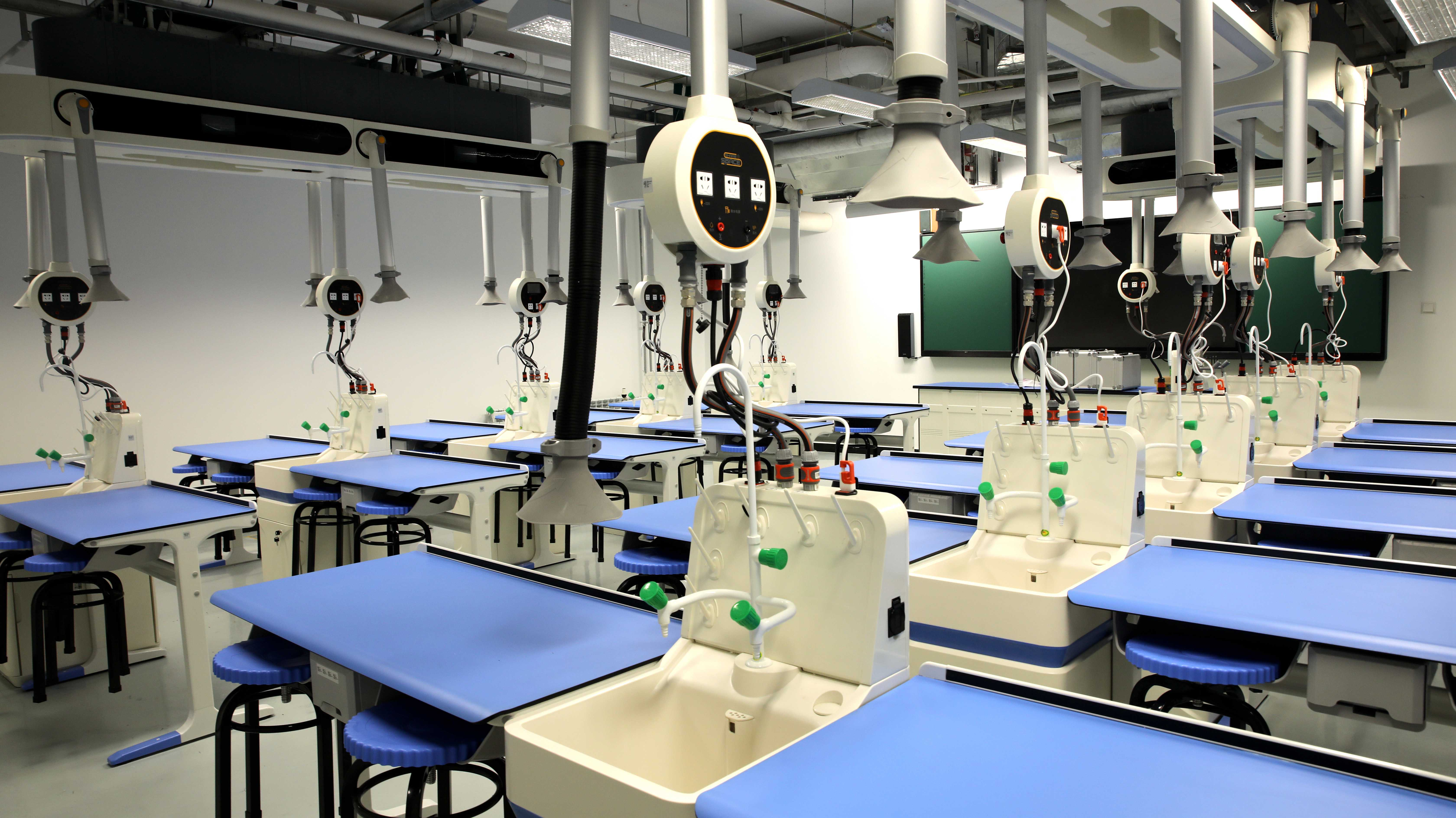
清华附中上地学校-化学实验室
清华附中上地学校-尚贤楼篮球场和教学楼.

## 学校师资
学校现有高级教师22人，一级教师27人；博士1人，硕士26人。其中特级教师1名，市区级学科带头人骨干教师20余名。

## 学生活动

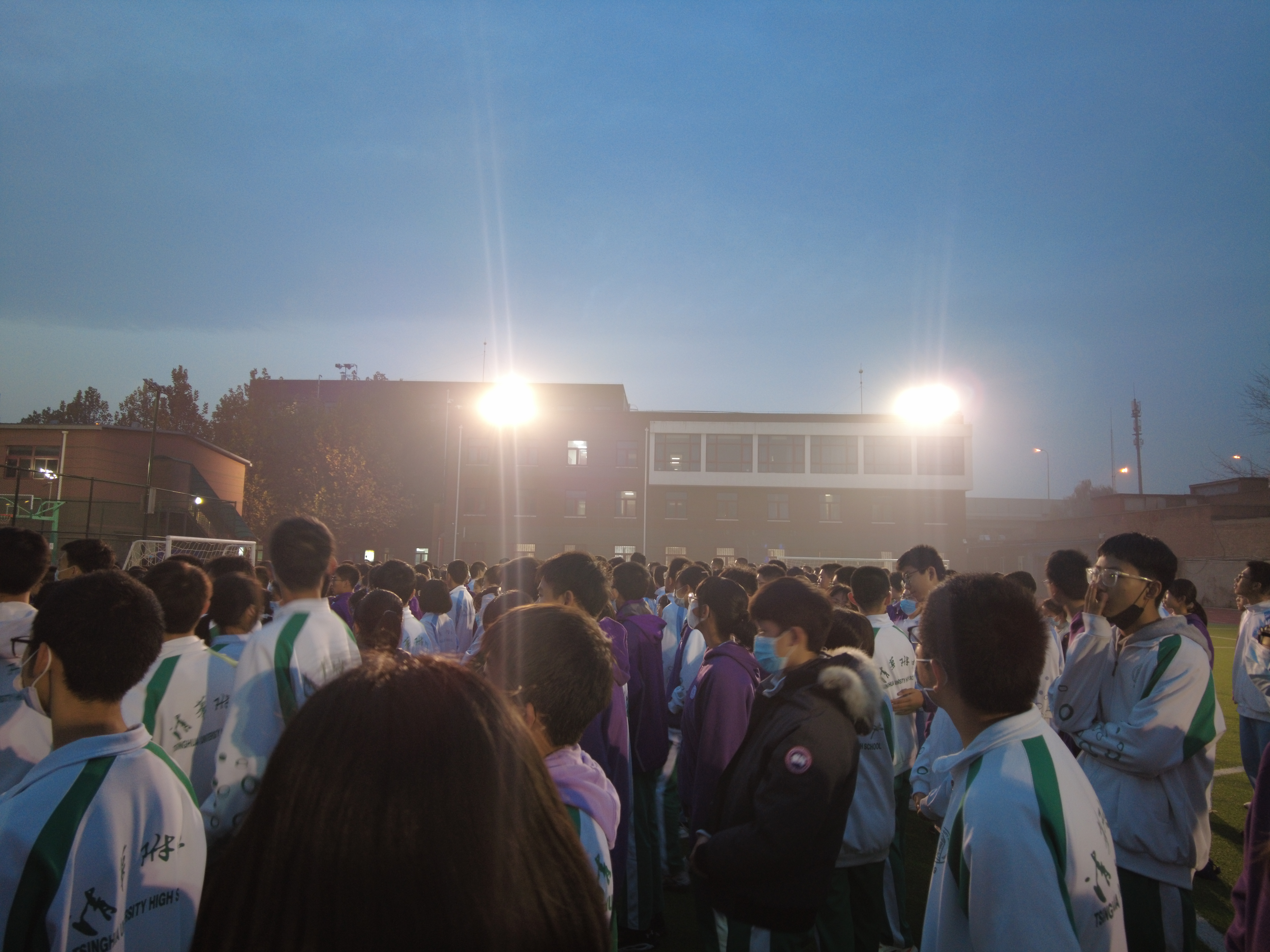
清华附中上地学校的学生在操场集会

该学校有创建冬令营与夏令营活动以及综合素质提升课程。现有20多个学生社团。其创造中学生首演老舍大剧。

## 学校称号
海淀区中小学科技教育示范学校、海淀区中小学艺术教育示范学校、北京市中小学文明校园、北京市足球特色学校、全国足球特色学校等荣誉称号。